# Kolcówka jabłoniowa

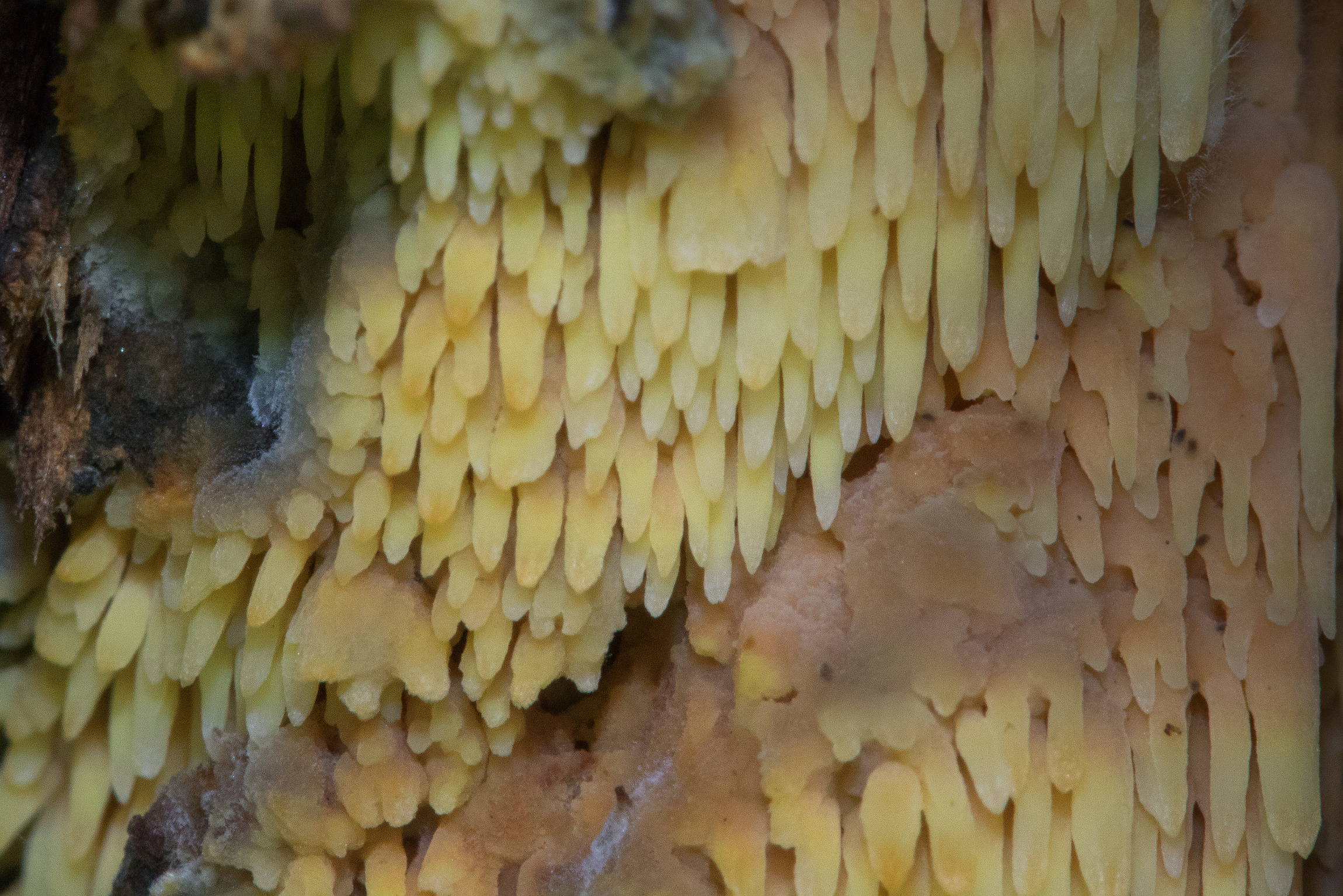

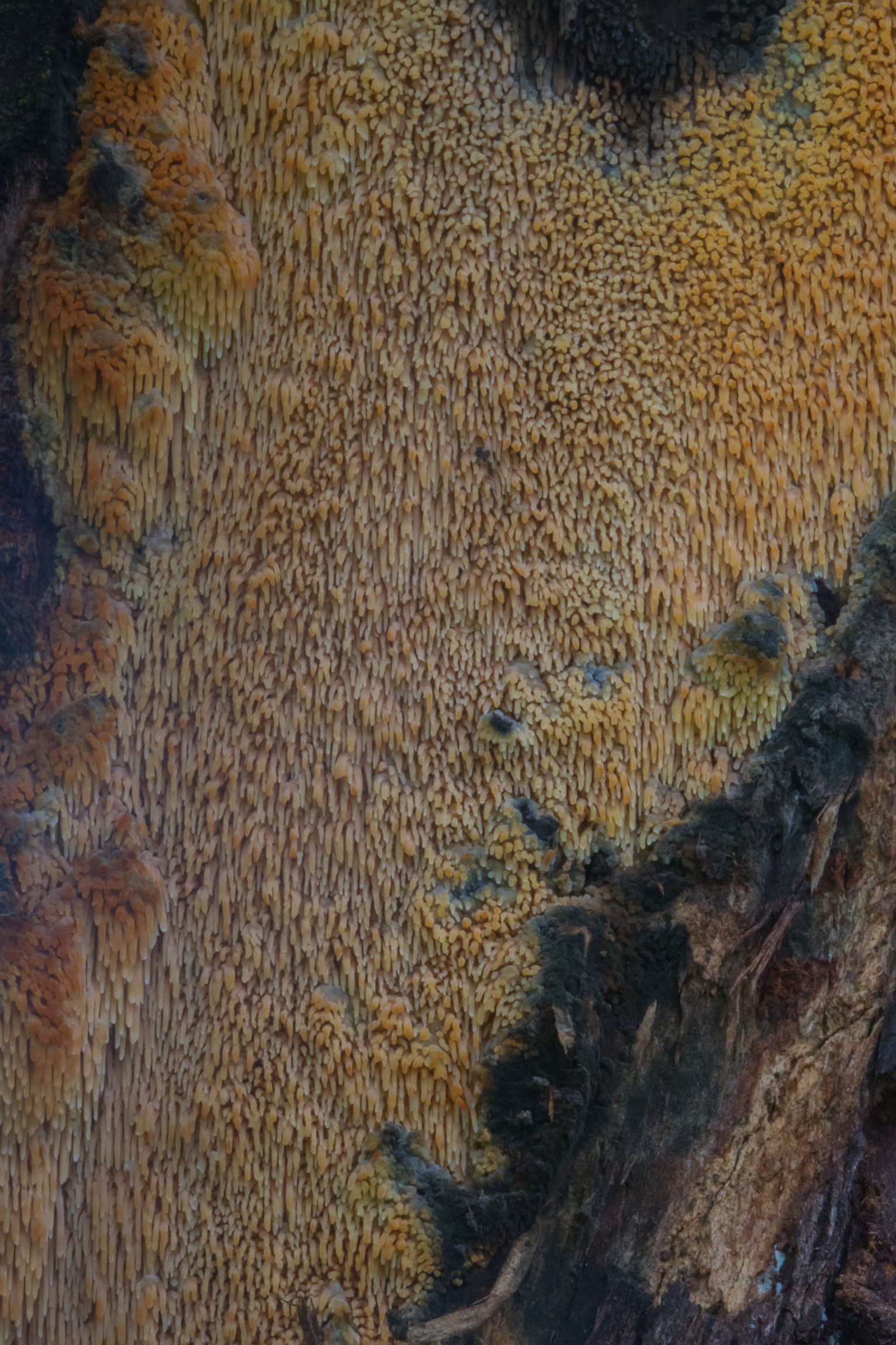

Kolcówka jabłoniowa (Noblesia crocea (Schwein.) Nakasone) – gatunek grzybów z rodziny strocznikowatych (Meruliaceae).

## Systematyka i nazewnictwo
Pozycja w klasyfikacji według Index Fungorum
Sarcodontia, Meruliaceae, Polyporales, Incertae sedis, Agaricomycetes, Agaricomycotina, Basidiomycota, Fungi
Po raz pierwszy takson ten zdiagnozował w roku 1822 Lewis David von Schweinitz nadając mu nazwę Sistotrema croceum. W 1866 Stephan Schulzer opisał go niezależnie w nowym rodzaju Sarcodontia, jako nowy gatunek Sarcodontia mali. Nazwa ta rozpoznana została jako młodszy synonim Sistotrema croceum w 1953 roku przez Františka Kotlabę, który wprowadził tym samym obecnie uznawaną kombinację. Obecną nazwę nadała mu Karen K. Nakasone w 2021 r.
Synonimy nazwy naukowej:

- Dryodon schiedermayeri (Heufl.) Ricken 1918
- Hericium croceum (Schwein.) Banker 1906
- Hydnum croceum (Schwein.) Fr. 1828
- Hydnum schiedermayeri Heufl. 1870
- Hydnum schiedermayeri var. kamerunensis Bres. 1891
- Kneiffia setigera var. pomicola Schulzer 1874
- Manina schiedermayeri (Heufl.) Banker 1912
- Odontia crocea (Schwein.) Lloyd 1914
- Sarcodontia crocea (Schwein.) Kotl. 1953
- Sarcodontia mali Schulzer, in Schulzer, Kanitz & Knapp 1866
- Sistotrema croceum Schwein. 1822

Polską nazwę zaproponował Władysław Wojewoda w 2003 r. Jest niespójna z aktualną nazwą naukową.

## Morfologia
Owocnik
Owocniki rozwijają się w ciągu jednego roku i osiągają nawet do kilku metrów długości, mocno przylegając do pni oraz gałęzi (resupinowate). Na pionowo ustawionych podłożach mogą tworzyć guzowato-poduchowate twory. Hymenofor utworzony jest przez gęsto rozmieszczone kolce o długości do ok. 15 mm i średnicy ok. 1,5 mm, które mogą być bocznie spłaszczone. U młodych i dojrzałych owocników hymenofor jest jasnożółty, żółty do pomarańczowego, a u starych ciemnieje, przyjmując barwę winnoczerwoną do brunatnej. Świeże owocniki kolcówki jabłoniowej mają charakterystyczny, wyczuwalny z odległości nawet kilku metrów zapach przypominający ananasa lub starte jabłka. Za charakterystyczny zapach odpowiadają m.in. lotne pochodne aldehydu benzoesowego: 4-(3-furylo)benzaldehyd i 4-(5-okso-3-oksolanylo) benzaldehyd.
Cechy mikroskopowe
Kontekst ziarnisty, gruzełkowaty grubości do ok. 30 mm, biały do żółtawego. System strzępkowy monomityczny, strzępki o szerokości od 2,5 do 5 μm, cienkościenne do grubościennych, ze sprzążkami. W tramie występują sclerocysty. Podstawki o wymiarach 20–35 × 4–6 μm mają kształt maczugowaty, z czterema sterygmami i bazalną sprzążką. Kuliste zarodniki są szkliste, gładkie, nieamyloidalne i mają wymiary 4–6 × 3,5–4,5 um.

## Występowanie i siedlisko
Gatunek szeroko rozpowszechniony w strefie umiarkowanej, lecz uchodzi za rzadko spotykany. Podawany był z Europy, Ameryki Północnej i Azji, a w Europie zanotowano oznaki ekspansji na północ. W Polsce gatunek rzadki, stwierdzony na kilkudziesięciu stanowiskach. Kolcówka jabłoniowa pasożytuje na drzewach liściastych, a po ich obumarciu może jeszcze przez pewien czas rozwijać się saprotroficznie. Powoduje białą zgniliznę drewna. Najczęściej atakuje stare drzewa owocowe, prawie zawsze ogranicza się do gatunków z rodzaju jabłoń (Malus Mill. sp.). Rzadziej notowano ją na innych drzewach, w tym na gatunkach z rodzaju grusza (Pyrus sp.), śliwa (Prunus sp.), klon (Acer sp) i jarząb (Sorbus sp.) oraz na jesionie wyniosłym (Fraxinus excelsior), dębie ostrolistnym (Quercus ilex) i głogowniku chińskim (Photinia serratifolia).
Kolcówka jabłoniowa znajduje się na Czerwonej liście roślin i grzybów Polski ze statusem R (rzadkie, potencjalnie zagrożone).
W strefie umiarkowanej Europy owocniki pojawiają się od października do lutego, ale mogą rozwijać się też już w lipcu.